# Bidonì
Bidonì (en sard, Biduniu) és un municipi italià, dins de la província d'Oristany. L'any 2007 tenia 159 habitants. Es troba a la regió de Barigadu. Limita amb els municipis de Ghilarza, Nughedu Santa Vittoria, Sedilo i Sorradile.

## Administració
| Període | Identitat        | Partit        |
| ------- | ---------------- | ------------- |
| 2005-   | Massimo Torrente | Llista cívica |